# Gagea commutata
Gagea commutata är en liljeväxtart som beskrevs av Karl Heinrich Koch. Gagea commutata ingår i Vårlökssläktet och i familjen liljeväxter. Inga underarter finns listade.